# Нидеральтайх (аббатство)
Нидеральта́йх (нем. Niederaltaich) — бенедиктинское аббатство в Германии, в Нижней Баварии, расположенное в деревне Нидеральтайх, на левом берегу Дуная. Входит в состав епархии Пассау.
Аббатство основано в 731 (или в 741) году баварским герцогом Одилоном. В 1803 году было секуляризировано, возрождено в 1918 году. В середине XX века аббатство стало крупным центром экуменистической деятельности.

## История

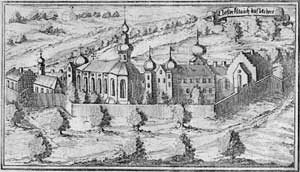
Гравюра с изображением аббатства Нидеральтайх. 1687 год

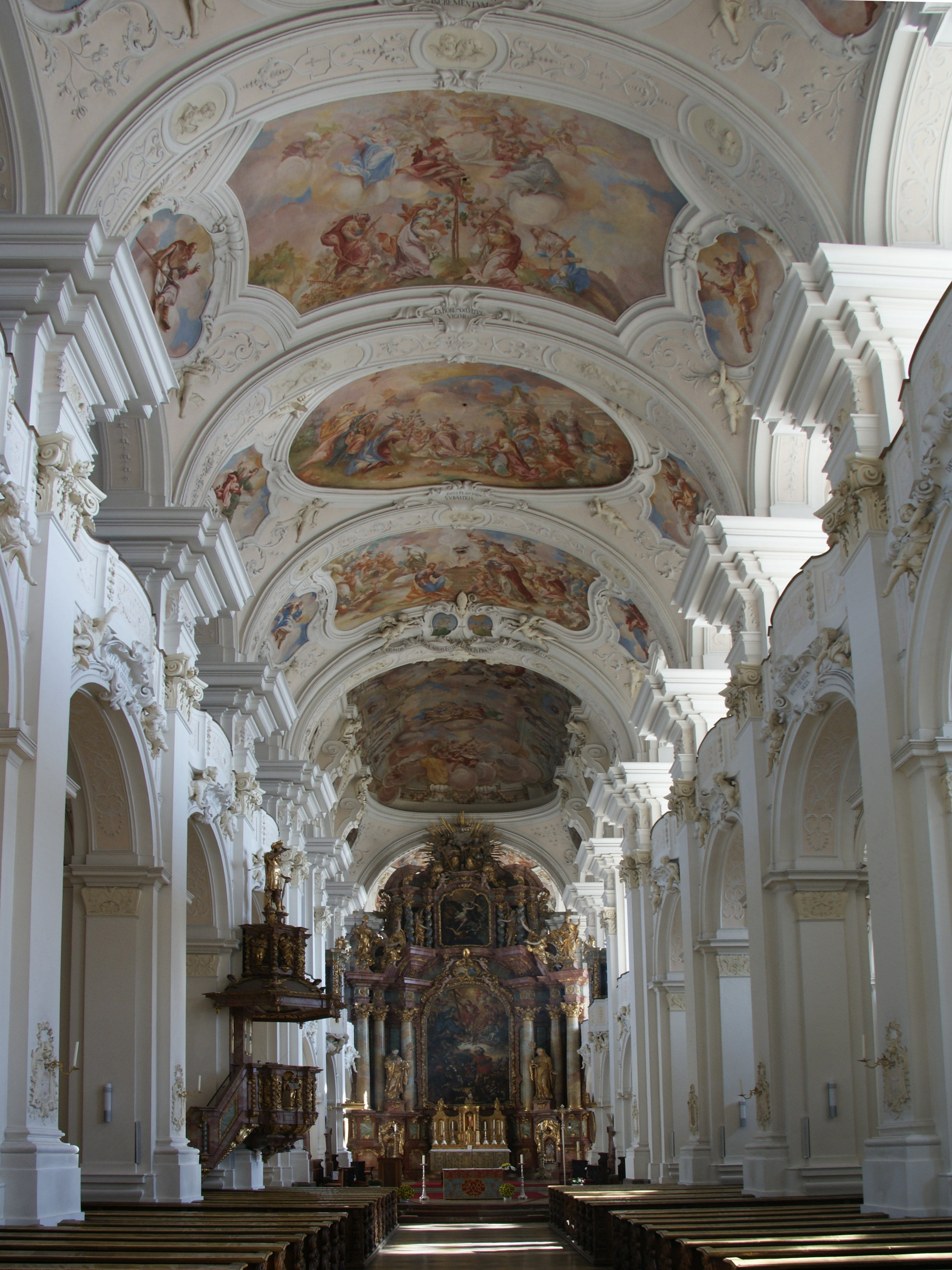
Интерьер церкви

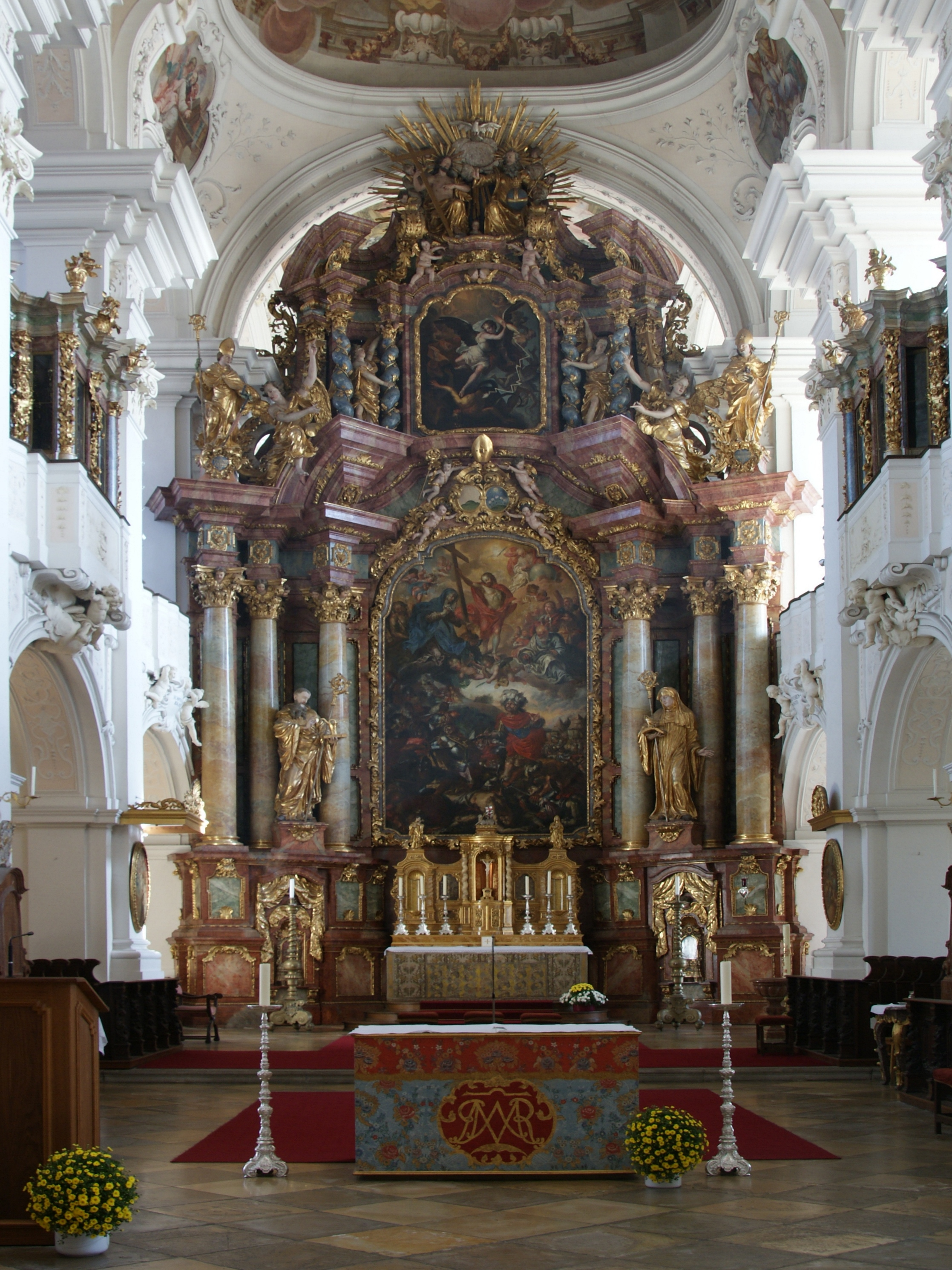
Алтарь

В 731 (741) году баварский герцог Одилон основал в Нидеральтайхе монастырь, посвящённый Святому Маврикию. Первыми монахами аббатства стали выходцы из знаменитого монастыря Райхенау. Первый аббат Нидеральтайха, Эберсвинд, считается компилятором Баварской правды. Монастырь приобрёл большие земельные угодья в Нижней Баварии, простиравшиеся до современной границы с Чехией.
В 848 году аббатство получило право самостоятельно избирать настоятеля. К концу IX века около 50 монахов, выходцев из Нидеральтайха, стали настоятелями других монастырей или епископами. В X веке монастырь пострадал во время набегов венгров. В 996 году настоятелем стал Готхард Хильдесхаймский, причисленный позднее к лику святых. Под его руководством аббатство было полностью восстановлено и вступило в период расцвета.
В XVI веке Нидеральтайх, под управлением аббата Гмайнера (1550—1585) был оплотом Контрреформации. В период Тридцатилетней войны монастырь пришёл в запустение, но после заключение Вестфальского мира восстановлен. Правление энергичного аббата Бахенедера (1651—1666) заложило основы для нового периода процветания. При аббате Хамбергере (1700—1739) построены барочная монастырская церковь и школа.
В 1803 году во время процесса секуляризации в Баварии монастырь был ликвидирован. Пожар в церкви в 1813 году начал собой процесс разрушения монастырских зданий. Весь комплекс монастырских строений был продан частным лицам, боковые капеллы монастырской церкви, готический клуатр и прилегающие постройки были разрушены.

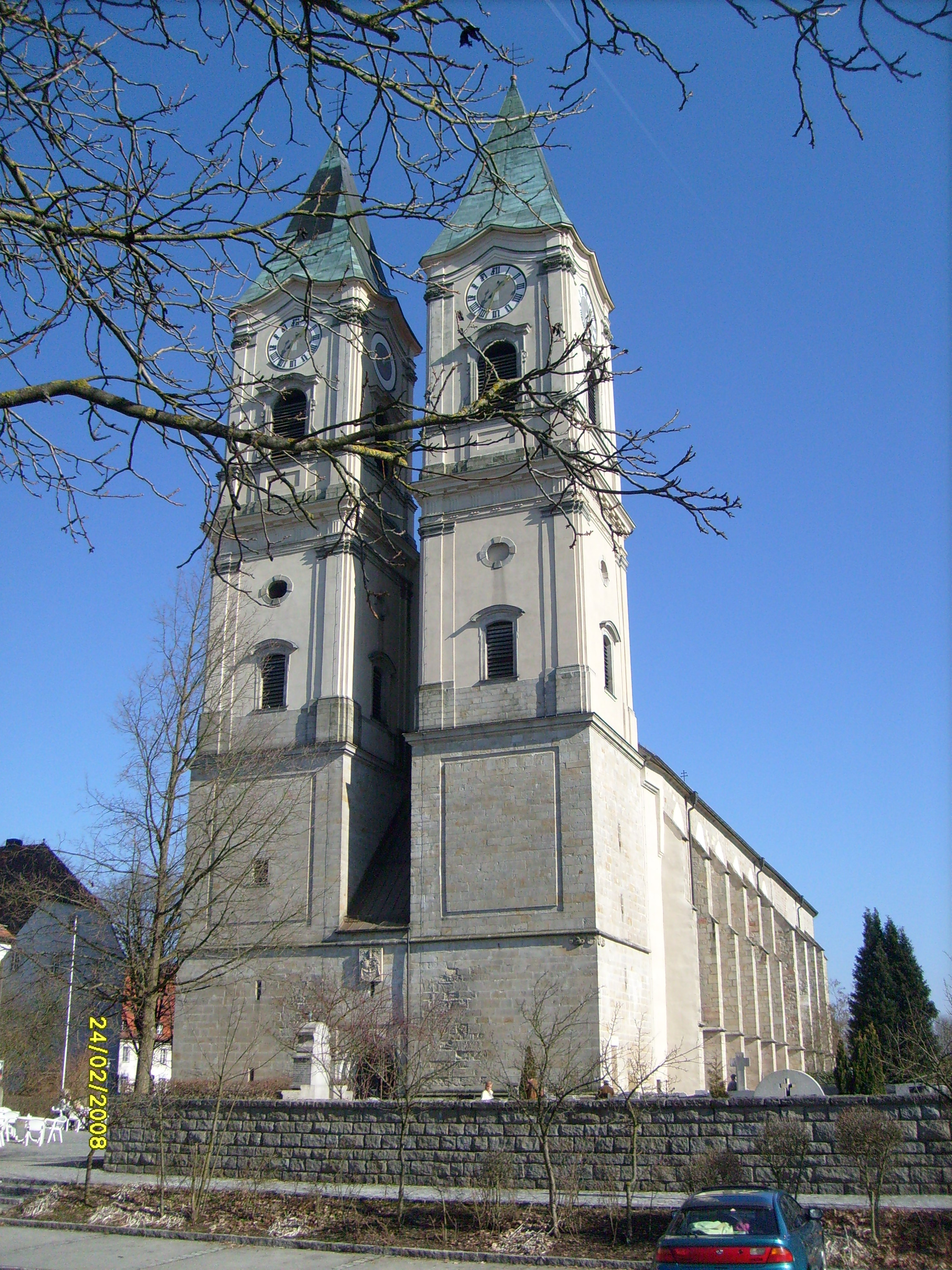
Монастырская церковь

В 1918 году при помощи профессора теологии Франца Кнабенбауэра, уроженца Нидеральтайха, монастырь был возрождён, в нём поселились монахи Меттенского аббатства. В 1932 году монастырская церковь получила от Папы почётный титул «малой базилики», в 1949 году монастырь Нидеральтайха снова стал независимым аббатством. В 1973 году построено новое здание для монастырской гимназии, получившей имя Гимназии Святого Готхарда.
В аббатстве приняли монашеский постриг известные в Зарубежье эмигранты, работавшие затем в Русском апостолате:
- В 1945 году — Владимир фон Бурман, получивший в постриге имя Василий, в 1955 году епископом Павлом Мелетьевым рукоположён в сан диакона. В 1956 году — 1960 году он написал биографию Экзарха Леонида Фёдорова. Далее фон Бурман переехал в США, где жил в аббатстве Lisle.

- В 1947 году — Блашкевич, Иоанн Хризостом, ставший историком Русской церкви и исследователем старообрядчества.

В 1997 году монастырь насчитывал 37 монахов.

## Экуменистическая деятельность
При аббате Э. М. Хойфельдере (1949—1968) монастырь стал одним из главных немецких центров экуменизма, а также изучения и поддержки византийского обряда в католичестве. С 1958 года в монастыре проходят богослужения по византийскому обряду на немецком языке, в 1986 году для этих богослужений освящена церковь Святого Николая Мирликийского. В 1962 году основан экуменистический институт.